# Atletisme als Jocs Olímpics d'Estiu de 2024 - 400m masculí
La prova de 400m masculina d'Atletisme als Jocs Olímpics de París 2024 va ser la 30a edició de l'esdeveniment en unes Olimpíades. La prova es va disputar entre el 4 i el 7 d'agost del 2024 a l'Stade de France de París.
L'estatunidenc Quincy Hall va guanyar la medalla d'or, després d'imposar-se a la final amb un temps de 43.40 segons, el què va representar la seva marca personal. La medalla de plata se la va endur el britànic Mathew Hudson-Smith, amb una marca de 43.44 segons, que significava rebaixar en 3 dècimes el rècord d'Europa que ell mateix tenia. La medalla de bronze fou pel zambià Muzala Samukonga, amb un rècord nacional de 43.74 segons. Aquesta medalla, fou la primera medalla a la prova pel país africà en tota la seva història i la primera medalla olímpica en qualsevol esport des de feia 28 anys.
L'equip dels Estats Units és, amb molta diferència, la selecció més guardonada, amb 20 medalles d'or, 13 medalles de plata i 12 medalles de bronze, en les 30 edicions que l'esdeveniment ha estat present als Jocs Olímpics. L'estatunidenc Michael Johnson, amb 2 medalles d'or, és l'atleta més guardonat en tota la història de la competició.

## Format
Els 400 metres llisos són una prova de velocitat mantinguda d'atletisme, que consisteix en fer una volta a la pista olímpica. La competició va començar amb la fase de Heats, on hi van participar tots els atletes classificats. Els 3 primers atletes de cada cursa es van classificar directament per les semifinals i la resta d'atletes van tenir una nova oportunitat per passar de ronda, en la nova fase de repesca, que es va introduir en aquesta edició olímpica. Els 2 guanyadors de les semifinals, van passar a la final i en aquesta darrera cursa, els 3 atletes que van quedar al capdavant, van obtenir les medalles.

## Classificació
Hi havia dues maneres de classificar-se per la prova olímpica. La forma principal fou superant la marca estàndard de classificació (que per aquesta edició era 45.00 segons), en qualsevol prova organitzada o supervisada per la Federació Internacional d'Atletisme, entre l'1 de juliol de 2023 i el 30 de juny de 2024. Els llocs sobrants van ser ocupats pels atletes que no van aconseguir aquesta marca mitjançant el rànquing atlètic i fent prevaler la diversitat geogràfica. S'ha de tenir en compte que només es podien classificar un màxim de 3 atletes per país i en cas que fos superior, cada federació escollia els 3 velocistes que considerava, per participar en les Olimpíades.
| Mètode de classificació  | Places | País                 | Atleta classificat           |
| ------------------------ | ------ | -------------------- | ---------------------------- |
| Marca estàndard - 45.00" | 3      | Botswana             | Busang Kebinatshipi          |
| Marca estàndard - 45.00" | 3      | Botswana             | Bayapo Ndori                 |
| Marca estàndard - 45.00" | 3      | Botswana             | Leungo Scotch                |
| Marca estàndard - 45.00" | 3      | Jamaica              | Deandre Watwin               |
| Marca estàndard - 45.00" | 3      | Jamaica              | Sean Bailey                  |
| Marca estàndard - 45.00" | 3      | Jamaica              | Jevaughn Powell              |
| Marca estàndard - 45.00" | 3      | Estats Units         | Quincy Hall                  |
| Marca estàndard - 45.00" | 3      | Estats Units         | Michael Norman               |
| Marca estàndard - 45.00" | 3      | Estats Units         | Christopher Bailey           |
| Marca estàndard - 45.00" | 2      | Bèlgica              | Alexander Doom               |
| Marca estàndard - 45.00" | 2      | Bèlgica              | Jonathan Sacoor              |
| Marca estàndard - 45.00" | 2      | Brasil               | Matheus Lima                 |
| Marca estàndard - 45.00" | 2      | Brasil               | Lucas Carvalho               |
| Marca estàndard - 45.00" | 2      | Japó                 | Fuga Sato                    |
| Marca estàndard - 45.00" | 2      | Japó                 | Kentaro Sato                 |
| Marca estàndard - 45.00" | 2      | Nigèria              | Samuel Ogazi                 |
| Marca estàndard - 45.00" | 2      | Nigèria              | Chidi Okezie                 |
| Marca estàndard - 45.00" | 2      | Regne Unit           | Matthew Hudson-Smith         |
| Marca estàndard - 45.00" | 2      | Regne Unit           | Charlie Dobson               |
| Marca estàndard - 45.00" | 2      | Sud-àfrica           | Lythe Pillay                 |
| Marca estàndard - 45.00" | 2      | Sud-àfrica           | Zakithi Nene                 |
| Marca estàndard - 45.00" | 1      | Alemanya             | Jean Paul Bredau             |
| Marca estàndard - 45.00" | 1      | Argentina            | Elián Larregina              |
| Marca estàndard - 45.00" | 1      | Austràlia            | Reece Holder                 |
| Marca estàndard - 45.00" | 1      | Bahames              | Steven Gardiner              |
| Marca estàndard - 45.00" | 1      | Canadà               | Christopher Morales Williams |
| Marca estàndard - 45.00" | 1      | Grenada              | Kirani James                 |
| Marca estàndard - 45.00" | 1      | Hongria              | Attila Molnár                |
| Marca estàndard - 45.00" | 1      | Itàlia               | Luca Sito                    |
| Marca estàndard - 45.00" | 1      | Kenya                | Zablon Ekwam                 |
| Marca estàndard - 45.00" | 1      | Noruega              | Havard Bentdal Ingvaldsen    |
| Marca estàndard - 45.00" | 1      | Països Baixos        | Liemarvin Bonevacia          |
| Marca estàndard - 45.00" | 1      | Portugal             | Joao Coelho                  |
| Marca estàndard - 45.00" | 1      | Saint Lucia          | Michael Joseph               |
| Marca estàndard - 45.00" | 1      | República Dominicana | Alexander Ogando             |
| Marca estàndard - 45.00" | 1      | Trinitat i Tobago    | Jereem Richards              |
| Marca estàndard - 45.00" | 1      | Ucraïna              | Oleksandr Pohorilko          |
| Marca estàndard - 45.00" | 1      | Zàmbia               | Muzala Samukonga             |
| Rànquing atlètic         | 1      | Bèlgica              | Dylan Borlée                 |
| Rànquing atlètic         | 1      | França               | Gilles Biron                 |
| Rànquing atlètic         | 1      | Japó                 | Yuki Joseph Nakajima         |
| Rànquing atlètic         | 1      | Senegal              | Cheikh Tidiane Diouf         |
| Rànquing atlètic         | 1      | Suïssa               | Lionel Spitz                 |
| Rànquing atlètic         | 1      | Txèquia              | Matej Krsek                  |
| Places reallotjades      | 1      | Colòmbia             | Anthony Zambrano             |
| Places reallotjades      | 1      | Itàlia               | Davide Re                    |
| Places reallotjades      | 1      | Qatar                | Ammar Ibrahim                |
| Places reallotjades      | 1      | Sri Lanka            | Aruna Darshana               |

## Rècords
Abans de la prova, els rècords eren els següents:
| Rècord             | Atleta                | Temps | Lloc           | Data                   |
| ------------------ | --------------------- | ----- | -------------- | ---------------------- |
| Rècord del Món     | Wayde Van Niekerk     | 43.03 | Rio de Janeiro | 14 d'agost de 2016     |
| Rècord Olímpic     | Wayde Van Niekerk     | 43.03 | Rio de Janeiro | 14 d'agost de 2016     |
| Rècord Àfrica      | Wayde Van Niekerk     | 43.03 | Rio de Janeiro | 14 d'agost de 2016     |
| Rècord Àsia        | Youssef Ahmed Masrahi | 43.93 | Pequín         | 23 d'agost de 2015     |
| Rècord Europa      | Matthew Hudson-Smith  | 43.74 | Londres        | 20 juliol de 2024      |
| Rècord NACAC       | Michael Jhonson       | 43.18 | Sevilla        | 26 d'agost de 1999     |
| Rècord Oceania     | Darren Clark          | 44.38 | Seül           | 26 de setembre de 1988 |
| Rècord Sud-amèrica | Anthony Zambrano      | 43.93 | Tòquio         | 2 d'agost de 2021      |

## Competició

### 1a ronda
La 1a ronda es va disputar el 4 d'agost de 2024 a partir de les 19:05h. Hi van participar tots els atletes classificats. Es classificaven els 3 primers de cada sèrie, mentre que la resta passaven a la ronda de repesca.

#### Sèrie 1
| Posició | Atleta                    | País         | Temps   |
| ------- | ------------------------- | ------------ | ------- |
| 1       | Matthew Hudson-Smith      | Regne Unit   | 44.78 Q |
| 2       | Christopher Bailey        | Estats Units | 44.89 Q |
| 3       | Havard Bentdal Ingvaldsen | Noruega      | 45.46 Q |
| 4       | Chidi Okezie              | Nigèria      | 45.52   |
| 5       | Kentaro Sato              | Japó         | 45.60   |
| 6       | Oleksandr Pohorilko       | Ucraïna      | 45.71   |
| 7       | Deandre Watwin            | Jamaica      | 45.97   |

#### Sèrie 2
| Posició | Atleta              | País              | Temps      |
| ------- | ------------------- | ----------------- | ---------- |
| 1       | Michael Norman      | Estats Units      | 44.10 Q    |
| 2       | Jereem Richards     | Trinitat i Tobago | 44.31 Q    |
| 3       | Busang Kebinatshipi | Botswana          | 44.45 Q PB |
| 4       | Ammar Ibrahim       | Qatar             | 44.66 PB   |
| 5       | Sean Bailey         | Jamaica           | 44.68      |
| 6       | Attila Molnár       | Hongria           | 45.24      |
| 7       | Anthony Zambrano    | Colòmbia          | 45.49      |
| 8       | Michael Joseph      | Saint Lucia       | 45.69      |

#### Sèrie 3
| Posició | Atleta               | País       | Temps   |
| ------- | -------------------- | ---------- | ------- |
| 1       | Muzala Samukonga     | Zàmbia     | 44.56 Q |
| 2       | Bayapo Ndori         | Botswana   | 44.87 Q |
| 3       | Luca Sito            | Itàlia     | 44.99 Q |
| 4       | Jean Paul Bredau     | Alemanya   | 45.07   |
| 5       | Dylan Borlée         | Bèlgica    | 45.36   |
| 6       | Yuki Joseph Nakajima | Japó       | 45.37   |
| 7       | Lythe Pillay         | Sud-àfrica | 45.60   |
| 8       | Matej Krsek          | Txèquia    | 45.71   |

#### Sèrie 4
| Posició | Atleta           | País                 | Temps      |
| ------- | ---------------- | -------------------- | ---------- |
| 1       | Quincy Hall      | Estats Units         | 44.28 Q    |
| 2       | Samuel Ogazi     | Nigèria              | 44.50 Q PB |
| 3       | Reece Holder     | Austràlia            | 44.53 Q PB |
| 4       | Jonathan Sacoor  | Bèlgica              | 45.08      |
| 5       | Alexander Ogando | República Dominicana | 45.11      |
| 6       | Elián Larregina  | Argentina            | 47.80      |
| 7       | Steven Gardiner  | Bahames              | DNS        |

#### Sèrie 5
| Posició | Atleta                       | País       | Temps      |
| ------- | ---------------------------- | ---------- | ---------- |
| 1       | Kirani James                 | Grenada    | 44.78 Q    |
| 2       | Christopher Morales Williams | Canadà     | 44.96 Q    |
| 3       | Aruna Darshana               | Sri Lanka  | 44.99 Q PB |
| 4       | Zakithi Nene                 | Sud-àfrica | 45.01      |
| 5       | Leungo Scotch                | Botswana   | 45.28      |
| 6       | Lionel Spitz                 | Suïssa     | 45.81      |
| 7       | Lucas Carvalho               | Brasil     | 45.85      |
| 8       | Davide Re                    | Itàlia     | 46.74      |

#### Sèrie 6
| Posició | Atleta               | País       | Temps   |
| ------- | -------------------- | ---------- | ------- |
| 1       | Charlie Dobson       | Regne Unit | 44.96 Q |
| 2       | Alexander Doom       | Bèlgica    | 45.01 Q |
| 3       | Jevaughn Powell      | Jamaica    | 45.12 Q |
| 4       | Joao Coelho          | Portugal   | 45.35   |
| 5       | Cheikh Tidiane Diouf | Senegal    | 45.59   |
| 6       | Fuga Sato            | Japó       | 46.13   |
| 7       | Gilles Biron         | França     | 46.19   |
| 8       | Zablon Ekwam         | Kenya      | DNF     |

### Ronda de repesca
La ronda de repesca es va disputar el 5 d'agost de 2024 a partir de les 11:20h. Hi van participar tots els atletes que van acabar la 1a ronda i no van aconseguir quedar entre els 3 primers. Es van classificar per les semifinals el primer de cada sèrie i els 2 millors temps del còmput global.

#### Sèrie 1
| Posició | Atleta          | País      | Temps   |
| ------- | --------------- | --------- | ------- |
| 1       | Elián Larregina | Argentina | 45.36 Q |
| 2       | Gilles Biron    | França    | 45.87   |
| 3       | Lucas Carvalho  | Brasil    | 46.25   |
| 4       | Davide Re       | Itàlia    | DNS     |
| 5       | Jonathan Sacoor | Bèlgica   | DNS     |
| 6       | Fuga Sato       | Japó      | DNS     |
| 7       | Deandre Watwin  | Jamaica   | DNS     |

#### Sèrie 2
| Posició | Atleta               | País                 | Temps    |
| ------- | -------------------- | -------------------- | -------- |
| 1       | Lythe Pillay         | Sud-àfrica           | 45.40 Q  |
| 2       | Matej Krsek          | Txèquia              | 45.53 PB |
| 3       | Oleksandr Pohorilko  | Ucraïna              | 45.59    |
| 4       | Michael Joseph       | Saint Lucia          | 45.64    |
| 5       | Chidi Okezie         | Nigèria              | 45.92    |
| 6       | Yuki Joseph Nakajima | Japó                 | DNS      |
| 7       | Alexander Ogando     | República Dominicana | DNS      |

#### Sèrie 3
| Posició | Atleta           | País       | Temps   |
| ------- | ---------------- | ---------- | ------- |
| 1       | Zakithi Nene     | Sud-àfrica | 44.81 Q |
| 2       | Leungo Scotch    | Botswana   | 45.33 q |
| 3       | Attila Molnár    | Hongria    | 45.45   |
| 4       | Lionel Spitz     | Suïssa     | 45.51   |
| 5       | Kentaro Sato     | Japó       | DNS     |
| 6       | Anthony Zambrano | Colòmbia   | DNS     |

#### Sèrie 4
| Posició | Atleta               | País     | Temps       |
| ------- | -------------------- | -------- | ----------- |
| 1       | Ammar Ibrahim        | Qatar    | 44.77 Q     |
| 2       | Cheikh Tidiane Diouf | Senegal  | 45.03 q =PB |
| 3       | Jean Paul Bredau     | Alemanya | 45.40       |
| 4       | Dylan Borlée         | Bèlgica  | 45.51       |
| 5       | Joao Coelho          | Portugal | 45.64       |
| 6       | Sean Bailey          | Jamaica  | DNF         |

### Semifinals
Les semifinals es van disputar el 6 d'agost de 2024 a partir de les 19:35h. Es van classificar per la final, els 2 millors de cada sèrie i els 2 millors temps del còmput global.

#### Semifinal 1
| Posició | Atleta                    | País              | Temps    |
| ------- | ------------------------- | ----------------- | -------- |
| 1       | Quincy Hall               | Estats Units      | 43.95 Q  |
| 2       | Jereem Richards           | Trinitat i Tobago | 44.33 Q  |
| 3       | Busang Kebinatshipi       | Botswana          | 44.43 PB |
| 4       | Charlie Dobson            | Regne Unit        | 44.48    |
| 5       | Ammar Ibrahim             | Qatar             | 44.64 PB |
| 6       | Cheikh Tidiane Diouf      | Senegal           | 44.94 NR |
| 7       | Havard Bentdal Ingvaldsen | Noruega           | 45.60    |
| 8       | Alexander Doom            | Bèlgica           | 1:55.10  |

#### Semifinal 2
| Posició | Atleta             | País         | Temps      |
| ------- | ------------------ | ------------ | ---------- |
| 1       | Kirani James       | Grenada      | 43.78 Q    |
| 2       | Muzala Samukonga   | Zàmbia       | 43.81 Q NR |
| 3       | Christopher Bailey | Estats Units | 44.31 q PB |
| 4       | Bayapo Ndori       | Botswana     | 44.43      |
| 5       | Luca Sito          | Itàlia       | 45.01      |
| 6       | Elián Larregina    | Argentina    | 45.02      |
| 7       | Lythe Pillay       | Sud-àfrica   | 45.24      |
| 8       | Aruna Darshana     | Sri Lanka    | DQ         |

#### Semifinal 3
| Posició | Atleta                       | País         | Temps      |
| ------- | ---------------------------- | ------------ | ---------- |
| 1       | Matthew Hudson-Smith         | Regne Unit   | 44.07 Q    |
| 2       | Michael Norman               | Estats Units | 44.26 Q    |
| 3       | Samuel Ogazi                 | Nigèria      | 44.41 q PB |
| 4       | Jevaughn Powell              | Jamaica      | 44.91      |
| 5       | Reece Holder                 | Austràlia    | 44.94      |
| 6       | Zakithi Nene                 | Sud-àfrica   | 45.06      |
| 7       | Leungo Scotch                | Botswana     | 45.16      |
| 8       | Christopher Morales Williams | Canadà       | 45.25      |

### Final
La final es va disputar el 7 d'agost de 2024 a les 21:20h.
| Posició | Atleta               | País              | Temps    |
| ------- | -------------------- | ----------------- | -------- |
| 1       | Quincy Hall          | Estats Units      | 43.40 PB |
| 2       | Matthew Hudson-Smith | Regne Unit        | 43.44 AR |
| 3       | Muzala Samukonga     | Zàmbia            | 43.74 NR |
| 4       | Jereem Richards      | Trinitat i Tobago | 43.78 NR |
| 5       | Kirani James         | Grenada           | 43.87    |
| 6       | Christopher Bailey   | Estats Units      | 44.58    |
| 7       | Samuel Ogazi         | Nigèria           | 44.73    |
| 8       | Michael Norman       | Estats Units      | 45.62    |

## Medaller històric
| Posició | País                 | Or | Argent | Bronze | Total |
| ------- | -------------------- | -- | ------ | ------ | ----- |
| 1       | Estats Units         | 20 | 13     | 12     | 45    |
| 2       | Regne Unit           | 2  | 4      | 2      | 8     |
| 3       | Jamaica              | 2  | 2      | 1      | 5     |
| 4       | Sud-àfrica           | 2  | 0      | 1      | 3     |
| 5       | Grenada              | 1  | 1      | 1      | 3     |
| 6       | URSS                 | 1  | 0      | 1      | 2     |
| 7       | Cuba                 | 1  | 0      | 0      | 1     |
| 7       | Bahames              | 1  | 0      | 0      | 1     |
| 9       | Alemanya             | 0  | 3      | 1      | 4     |
| 10      | Trinitat i Tobago    | 0  | 1      | 1      | 2     |
| 10      | Canadà               | 0  | 1      | 1      | 2     |
| 12      | Colòmbia             | 0  | 1      | 0      | 1     |
| 12      | Costa d'Ivori        | 0  | 1      | 0      | 1     |
| 12      | República Dominicana | 0  | 1      | 0      | 1     |
| 12      | Austràlia            | 0  | 1      | 0      | 1     |
| 16      | Kenya                | 0  | 0      | 2      | 2     |
| 17      | Uganda               | 0  | 0      | 1      | 1     |
| 17      | Alemanya de l'Est    | 0  | 0      | 1      | 1     |
| 17      | Polònia              | 0  | 0      | 1      | 1     |
| 17      | Finlàndia            | 0  | 0      | 1      | 1     |
| 17      | Suècia               | 0  | 0      | 1      | 1     |
| 17      | Dinamarca            | 0  | 0      | 1      | 1     |
| 17      | Zàmbia               | 0  | 0      | 1      | 1     |